# Sunningwell
Sunningwell – wieś w Anglii, w hrabstwie Oxfordshire, w dystrykcie Vale of White Horse. Leży 6 km na południe od Oksfordu i 83 km na zachód od Londynu. W 2001 miejscowość liczyła 1554 mieszkańców.